# Packardia
Packardia is een geslacht van vlinders van de familie slakrupsvlinders (Limacodidae).

## Soorten
- P. albipunctata (Packard, 1864)
- P. ceanothi Dyar, 1908
- P. elegans (Packard, 1864)
- P. geminata Packard, 1864